# Ulrich Rost
Ulrich Rost (* 18. Oktober 1952 in Bad Godesberg) ist ein deutscher Badmintonspieler. 

## Karriere
Ulrich Rost wurde 1979 deutscher Meister im Herrendoppel mit Bernd Wessels. Im gleichen Jahr siegte er auch bei den Austrian International und den Belgian International. 1981 wurde er deutscher Vizemeister im Herreneinzel.

## Sportliche Erfolge
| Saison    | Veranstaltung                     | Disziplin    | Platz | Name |
| --------- | --------------------------------- | ------------ | ----- | --- |
| 1974/1975 | Deutsche Hochschulmeisterschaften | Herrendoppel | 1     | Wolfgang Bochow / Ulrich Rost (DSHS Köln)                                                                             |
| 1978/1979 | Deutsche Einzelmeisterschaft      | Herrendoppel | 1     | Bernd Wessels / Ulrich Rost (STC Blau-Weiß Solingen)                                                                  |
| 1979      | Austrian International            | Herrendoppel | 1     | Ulrich Rost / Bernd Wessels                                                                                           |
| 1979      | Austrian International            | Herreneinzel | 1     | Ulrich Rost |
| 1979      | Belgian International             | Herreneinzel | 1     | Ulrich Rost |
| 1980/1981 | Deutsche Einzelmeisterschaft      | Herreneinzel | 2     | Ulrich Rost (STC Blau-Weiß Solingen)                                                                                  |
| 1982/1983 | Deutsche Mannschaftsmeisterschaft | Mannschaft   | 3     | STC Blau-Weiß Solingen (Ulrich Rost, Sulistyo, Bernd Wessels, Altenkirch, Jörg Diehl, Heidi Krickhaus, Ingrid Morsch) |